# Zamek w Ratnie Dolnym
Zamek w Ratnie Dolnym (niem. Schloss Niederrathen) – zamek z XVI w. we wsi Ratno Dolne, wpisany do rejestru zabytków nieruchomych województwa dolnośląskiego.
Zabytkowy obiekt wzniesiony około 1563 r., w wiekach następnych kilkakrotnie przebudowywany. Częściowo uszkodzony w pożarze w 1998, obecnie w ruinie. 

## Historia
Zamek w Ratnie Dolnym został zbudowany w ostatnich dekadach XV wieku na planie prostokąta 14x22 m z wieżą o boku 7,5 m i wjazdem od północy. W 1563 r. został rozbudowany przez Balzera von Reichenbach. W roku 1645, w czasie wojny trzydziestoletniej budynek został zniszczony. Po zniszczeniach zamek w 1675 r. kupił Daniel Paschasius von Osterberg, który go odbudował, podwyższając korpus i wprowadzając attyki. Zbudował też nowy budynek w północno-wschodniej części dziedzińca. Istotne przekształcenia nastąpiły w drugiej połowie XIX w., kiedy  właścicielami zamku zostali: od 1854 r. Woldemar Johnston Kroegeborn (1806–1860), następnie po jego śmierci od 1860 r. Theresa de mono Amelang (1815–1887) żona Woldemara a później od 1872 r. jego syn Max von Johnston Kroegeborn (1847–1918), szambelan królewski. Wtedy zbudowano smukłą zachodnią wieżę, przebudowano dziedziniec wjazdowy. Około 1896 r. zmodernizowano wnętrza. Od 1918 r. właścicielką była Elisabeth, de mono Hauteville-Jacquemine (1849–1933), wdowa po Maximie.
Po 1945 roku był użytkowany przez PGR i jako dom wczasowy. W latach 1972 i 1985 przeprowadzano doraźne remonty zamku. W 1996 r. zamek kupił wrocławski przedsiębiorca Edward Ptak. Zimą 1997/1998 w pożarze uległ zniszczeniu dach i stropy. Odtąd zamek niszczeje. W roku 2006 Edward Ptak przekazał zamek spółce WKS „Śląsk Wrocław” S.A., której był akcjonariuszem i prezesem zarządu.

## Architektura
Budowla wzniesiona z kamienia i cegły na planie czworoboku, otynkowana, z niewielkim wewnętrznym dziedzińcem z ozdobnym portalem zwieńczonym trójkątnym frontonem zawierającym wazon z łodygami pełnymi liści i owoców chmielu niczym heraldyczne labry wychodzące z hełmu, belką z sentencją i herbami Maxa von Johnstona Kroegeborna (1847-1918) w polu nad lewą częścią łuku otworu wejściowego oraz jego żony Elisabethy von Hauteville-Jacquemine (1849–1933) w polu nad prawą częścią; trzykondygnacyjna z mezaninem i nakryta niskimi dachami dwuspadowymi. Skromne elewacje zachowały fragmenty detali architektonicznych, część obramowań okiennych, boniowanie naroży i wieńczące attyki. W centralnym miejscu attyki fasady południowej znajduje się herb rodziny Johnston Kroegeborn z datą MDCCCLXXII (1872), trzymany przez dwa lwy. Układ wnętrz jest wielotraktowy, w niektórych pomieszczeniach zachowane są sklepienia krzyżowe.
Do zamku przylegają ogrody tarasowe pochodzące z XVII w. z bramą zawierającą w agrafie herb von Osterberg i medalion z napisem  Daniel Paschasius von Osterberg geb. von Osterberg. Jest też dawny zwierzyniec, zmieniony w XIX w. w park krajobrazowy. W pobliżu stoją budynki gospodarcze dawnego folwarku i dwie oficyny dworskie.
Przy zamku kolumna maryjna z XVIII w. z herbem von Osterberg u podstawy.

## Cmentarz
Przy zamku znajduje się cmentarz. Na słupach bramnych widnieją herby Johnston Kroegeborn (L) i  Hauteville-Jacquemine (P). Na małej nekropoli znajdują się groby:
- Isoldy von Johnston (3.03.1819–20.02.1887)[14][15], córki Maximiliana  von Johnstona und Kroegeborna (1773–1830)[16]
- Woldemara von Johnstona und Kroegeborna (21.03.1806–11.02.1860)[17][18], syna Maximiliana (1773–1830)[19][15]
  - Theresy von Amelang (20.08.1815–05.12.1887)[20][21], żony Woldemara[15]
- Vally (Valentiny) von Königsdorff (1822–1895), po mężu Hugonie (ur. 1822) von Hauteville-Jacquemin[22][23][24],  matki Elisabeth (1849-1933), która była żoną Maxa v. Johnston u. Kroegeborn (1847-1918), syna Woldemara[25]
  - Comsy hr. Königsdorff (10.02.1827–17.12.1913)[26][27], siostry Vally[28]
- Anny Selmy Schmidt (16.10.1867–13.01.1939)[29]
- Luisy von Ysselstein (08.05.1964–05.01.1943)[30]

## Galeria

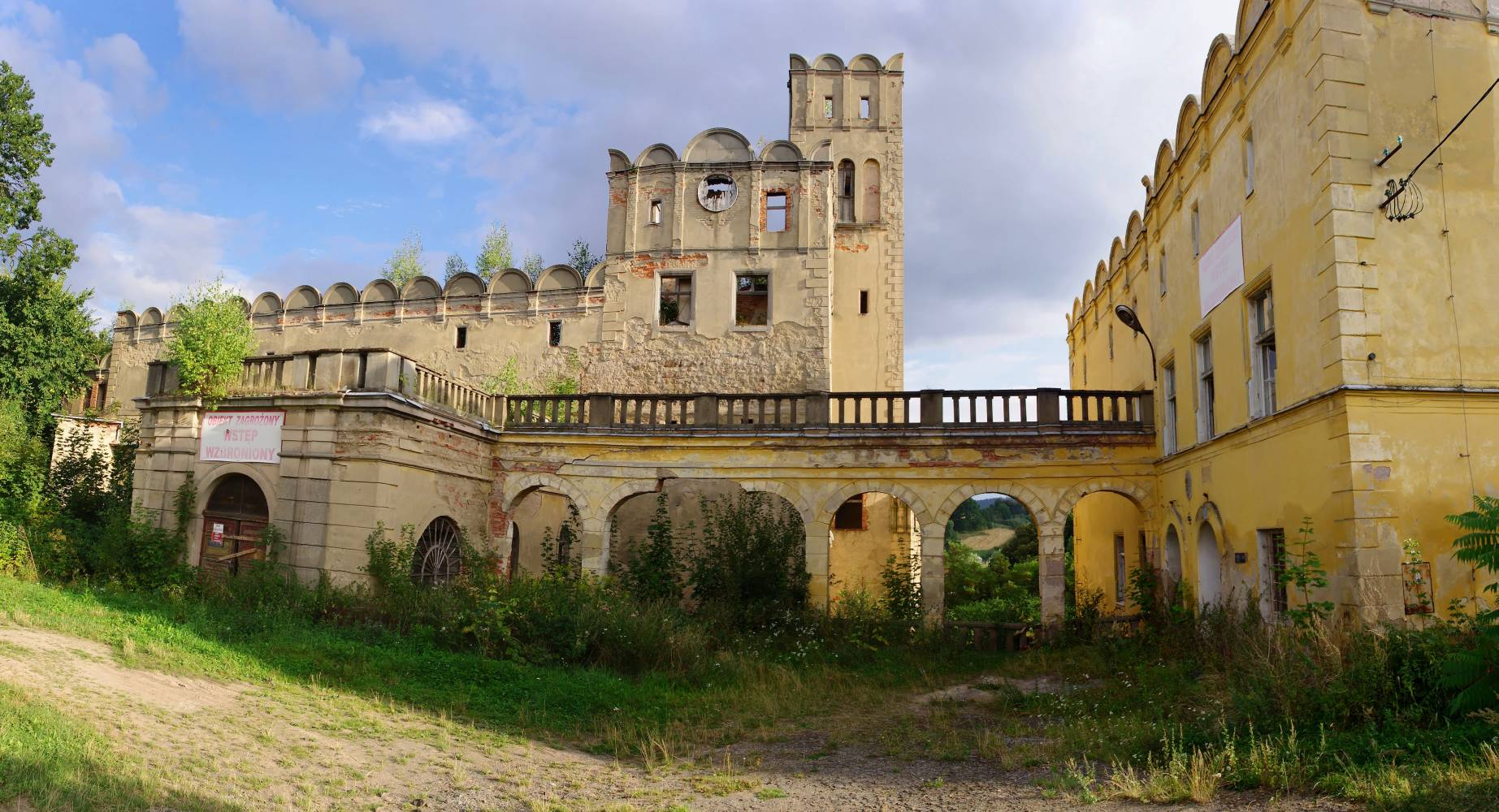
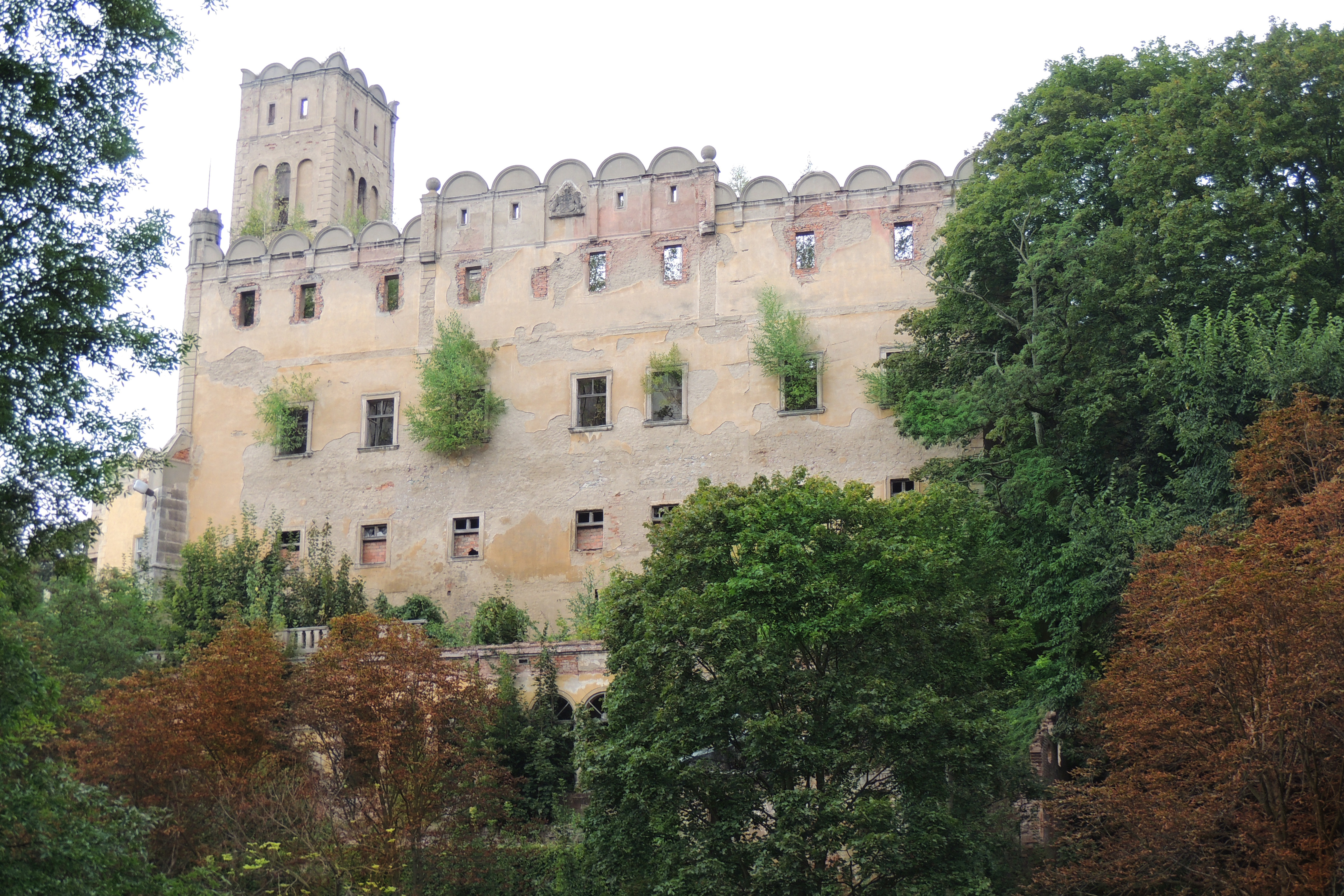
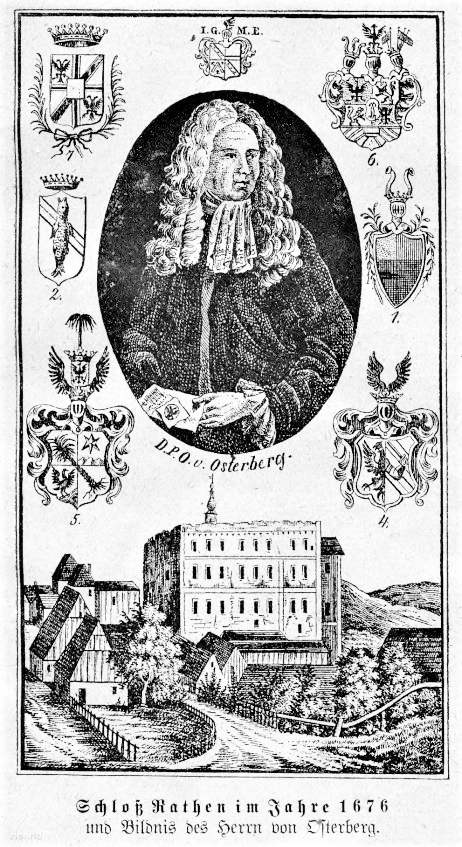
Zamek w Ratnie Dolnym
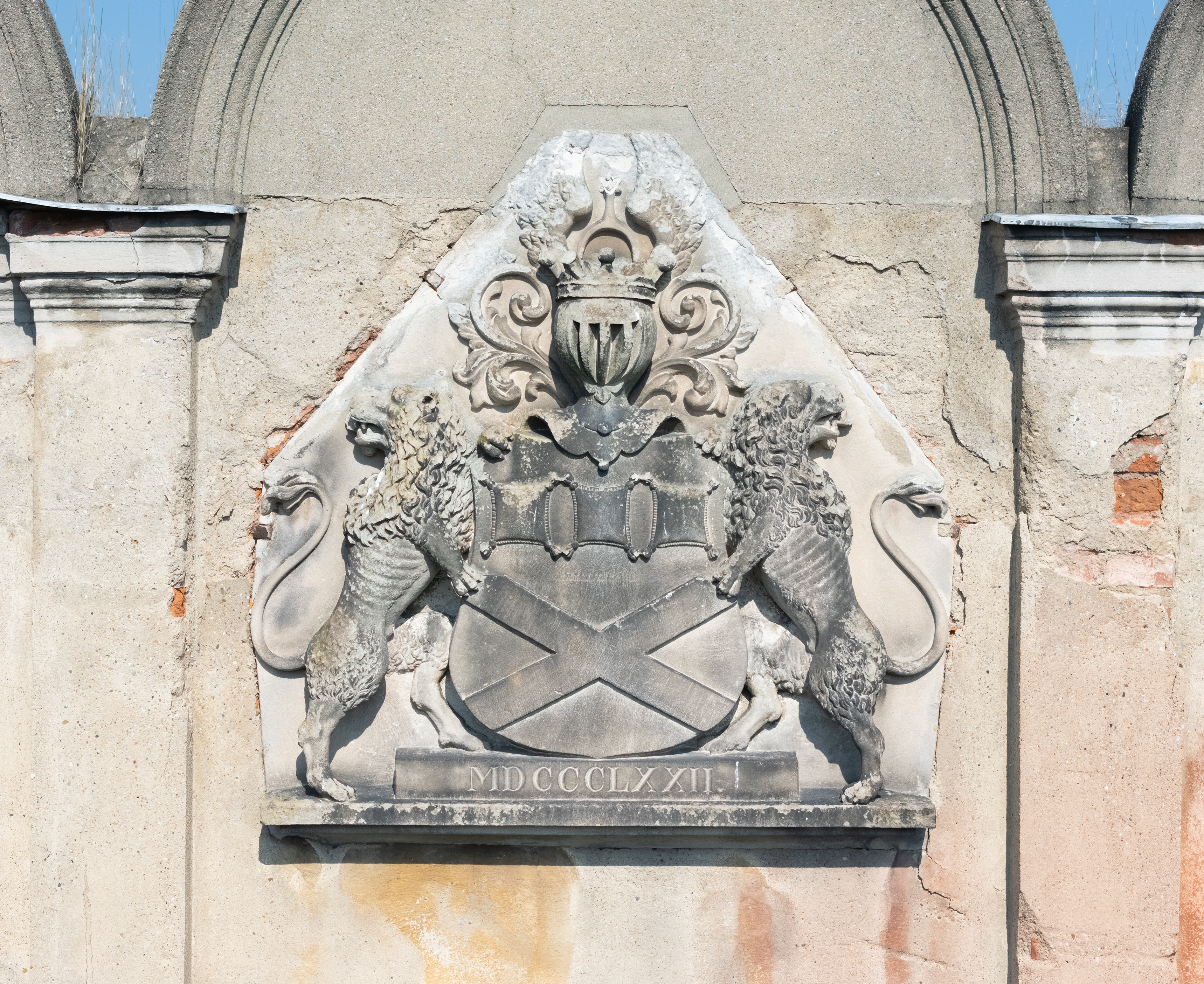
Herb rodziny Johnston Kroegeborn
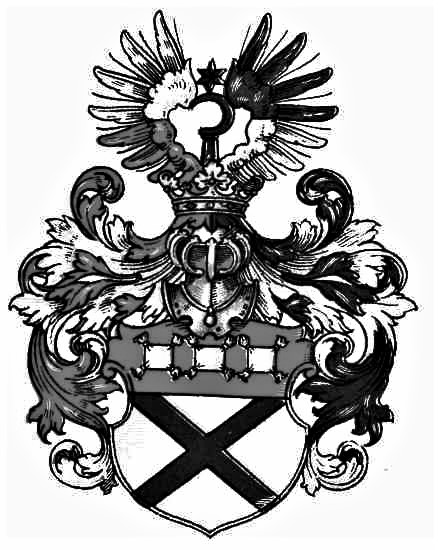
Herb rodziny[32] Johnston Kroegeborn
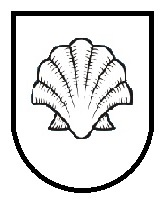
Herb E. v. Hauteville-Jacquemine